# Felix von Muralt
Felix von Muralt (* 26. November 1963 in Zürich) ist ein Schweizer Filmemacher, Regisseur, Kameramann und Fotograf. Er lebt in Paris.

## Ausbildung
Von 1982 bis 1983 besuchte von Muralt  das International Center Of Photography New York und begann von 1983 bis 1984 ein Studium an der Universität Zürich für Sprachwissenschaft und Soziologie, das er aber abbrach. Er spricht Deutsch, Englisch, Französisch, Italienisch und Spanisch.

## Beruflicher Werdegang als Filmemacher und Regisseur
Seine Karriere als Filmemacher und Regisseur begann parallel zur Mitbegründung der Fotoagentur Lookat, bei der er als Fotograf tätig war.
Fotografien von ihm erschien in Zeitungen und Zeitschriften wie New York Times, Le Monde, Vogue, Geo, Elle und in Büchern (Indien sehen 1997,  Portrait – Schweizer Autoren 1998) oder in Werbespots. Danach erlernte er bei Cinerent film equipement service und als Assistent das Kamerahandwerk. Von 1984 bis 1992 war er als Kameraassistent tätig wie zum Beispiel beim Kurzfilm Fein Raus (1986) unter der Regie von Stascha Bader und  Spiel mit dem Teufel (1998), einem Doku-Drama von Stefan Schwitert.
Eine seiner ersten Arbeiten als Regisseur war der Kurzfilm Pflatsch (1994). Von Muralt war bei mehr als 40 Filmen entweder als Kameraassistent oder als Kameramann tätig. 2006 wurde der Kurzfilm Visite Médicale beim Filmfestival in Saarbrücken für den  Max Ophüls Preis nominiert. Der Film wurde unter anderen auch bei den Internationalen Filmfestspielen von Cannes in Frankreich gezeigt. Für seine Kameraarbeit an den Filmen Eine wen iig, dr Dällebach Kari (2012) und Die schwarzen Brüder (2013) wurde er jeweils für den Schweizer Filmpreis nominiert. Diese Auszeichnung gewann er dann 2016 für Schellen-Ursli.

## Filmografie (Auswahl)
(Spielfilme/Dokumentationen/Fernsehsendungen/Kurzfilme)
- 1986: Fein raus (Regie: Stascha Bader)
- 1988: Folgefrucht
- 1990: Karl (Regie: Urs Bühler)
- 1991: Arthur Rimbaud, Kameraassistent eine Biographie
- 1992: Leopold (Kurzfilm)
- 1993: La Rusna Pearsa/Das Verlorene Loch (Regie: Dino Simonett)
- 1994: Platsch (Kurzfilm)
- 1994: Black Blanc Beur/B3 (Regie: Stascha Bader)
- 1994: Panama [Regie: Ina Volmer]
- 1994: Eurocops Folge 13 'Die Falle/Trapped' (Regie: Samir)
- 1994: Dans le petit bois Regie: Mamouda Zekrya Boulé
- 1994: Stefanies Geschenk/Stefanie’s Present Regie: Mathieu Seiler
- 2000: Lieber Brad 2nd Unit (Regie: Lutz Konermann)
- 2002: Züri West – Am Blues Vorus
- 2002: Von Werra (Dokumentarfilm)
- 2003: Haus ohne Fenster
- 2003: Geschlecht weiblich (Fernsehfilm)
- 2004: Nocturne
- 2005: Visite Médicale (Kurzfilm)
- 2006: Sonjas Rückkehr
- 2006: Havarie (Fernsehfilm)
- 2008: Das Geheimnis von Murk
- 2009: Das Fräuleinwunder
- 2009: Brandstifter (Kurzfilm)
- 2009: Zara
- 2010: Sommervögel
- 2010: Champions
- 2010: Pop goes Islam
- 2011: Dead fucking Last
- 2012: Eine wen iig, dr Dällebach Kari
- 2013: Die schwarzen Brüder
- 2013: Der letzte Mentsch
- 2015: Schellen-Ursli
- 2017: Seitentriebe (Fernsehserie)
- 2018: Für meinen Glauben
- 2020: Deine Strasse (Kurzfilm)
- 2021: 12 Tage Sommer
- 2022: Ein Taxi zur Bescherung
- 2022: Und ihr schaut zu